# Unleash the Archers
Unleash the Archers (с англ. — «Выпустить лучников») — канадская метал-группа, основанная в Ванкувере в 2007 году. Группа исполняет смесь традиционного хеви-метала с пауэр-металом и мелодичным дэт-металом.

## История

### Формирование, «независимые» годы (2007—2015)
Unleash the Archers была сформирована в конце 2007 года вокалисткой Бриттни Хейс (также известной как Бриттни Слэйс) и барабанщиком Скоттом Бьюкененом с Брейденом Дычковски на гитаре, с которым Скотт ранее играл в независимом дэт-металлическом проекте. Майк Селман был приглашен после ухода из канадской дэт-метал группы Meatlocker Seven. Позиция басиста была незанята в течение первых нескольких месяцев карьеры Unleash The Archers, пока Зак Хедстром не присоединился к группе в октябре 2007 года. В конце 2008 года группа записала одноименное демо из четырех песен, в которое вошли две песни, которые они в конечном итоге перезаписали для своего первого студийного альбома.
Их дебютный студийный альбом Behold The Devastation был записан в Omega Mediacore Studios в Ричмонде и был выпущен независимо в августе 2009 года. Это был единственный альбом, в записи которого полностью участвовал оригинальный состав группы.
Второй альбом группы Demons Of The AstroWaste был записан в Hive Soundlab в Бернаби, и был выпущен независимо в мае 2011 года. В этом альбоме впервые появился гитарист Грант Трусделл, который исполнил соло для своих песен «Battle in the Shadow (of the Mountain)» и «The Outlander». Он станет новым гитаристом позже в том же году после ухода Майка Селмана до записи. Альбом был концептуальным, основанным на подвигах наемника в космосе и его действие происходило в далеком будущем.
В 2012 году группа выпустила мини-альбом Defy The Skies, состоящий из трех песен, выпущенный исключительно на 7-дюймовой виниловой пластинке. Бонусный четвертый трек под названием «Arise» был предоставлен тем, кто сделал предварительный заказ, но позже был опубликован на странице группы Bandcamp в цифровом формате. Эта пластинка также ознаменовала уход оригинального басиста Зака Хедстрема.

### Контракт с Napalm Records (2015—настоящее время)
В феврале 2015 года группа объявила о подписании контракта с Napalm Records, и вскоре после этого были объявлены название, трек-лист и дата выпуска их нового студийного альбома Time Stands Still. Альбом был выпущен в Европе 26 июня и в Северной Америке 10 июля. Изначально альбом планировалось выпустить в конце лета/начале осени 2014 года, но релиз был отложен после того, как группа подписала контракт с Napalm Records. Этот альбом был первым без Брейдена Дычковски, который был одним из основных авторов песен до своего ухода из группы в конце 2013 года; это изменение состава повлияло на звучание группы и привело ее к более традиционному направлению хеви-метала с участием Эндрю Кингсли на гитаре, который также занимается джазом.
26 мая 2015 года группа выпустила видео «Tonight We Ride», вдохновленное фильмом «Безумный Макс 3: Под куполом грома». Видео было снято в пустыне Невада с использованием реквизита из лагеря Death Guild Thunderdome на фестивале Burning Man.
После тура по Европе в ноябре 2016 года Unleash the Archers упомянули, что в конце 2016 года они будут записывать новый альбом. Этот альбом станет первым, в котором будет участвовать басист Никко Уитворт. Первый сингл «Cleanse the Bloodlines» был выпущен 8 апреля 2017 года. Apex был выпущен 2 июня 2017 года на лейбле Napalm Records. Альбом дебютировал под номером 3 в металлических чартах iTunes и стал их первым альбомом, попавшим в чарты Billboard. Альбом дебютировал на 9-м месте Heatseeker, 29-м месте среди лучших музыкальных альбомов, 29-м месте среди независимых текущих альбомов звукозаписывающей компании, 34-м месте в списке лучших текущих рок-альбомов, 116-м месте в общем зачете цифровых альбомов, 119-м месте в списке лучших текущих альбомов и 197-м месте лучших альбомов Strata. Он также дебютировал под номером 12 в канадском чарте Top Hard Music. Группа объявила, что осенью 2017 года они отправятся в тур по Европе в сопровождении Orden Ogan в поддержку альбома, а тур по США будет объявлен позже. В конце января было объявлено, что басист Никко Витворт решил покинуть группу.
Бритни Хейс дала интервью и написала в Твиттере, что в настоящее время они работают над мини-альбомом каверов. 30 августа 2019 года группа выпустила первый сингл с мини-альбома Explorers, кавер на песню Стэна Роджерса «Northwest Passage». Сам мини-альбом был выпущен 11 октября 2019 года.
В августе 2020 года вышел их пятый полноформатный альбом Abyss, продолживший историю Apex. Они также сообщили, что планируют выпустить графический роман с историей, рассказанной на обоих альбомах. 6 декабря 2021 года они объявили в социальных сетях, что басист Ник Миллер стал постоянным участником группы.

## Награды и номинации
Группа заняла 6-е место в рейтинге читателей журнала Exclaim! за лучший металлический альбом 2009 года. Признана лучшей метал-группой на церемонии вручения наград Whammy Awards в Ванкувере в 2015 году. В 2021 году коллектив победил в категории «Металлический/хард-рок-музыкальный альбом года» на церемонии вручения наград Juno Awards.

## Состав
Текущий состав
- Бритни Хейс (она же Бритни Слэйс) — чистый вокал (2007—настоящее время)
- Скотт Бьюкенен — ударные (2007—настоящее время)
- Грант Трусделл — гитара, гроулинг (2011—настоящее время)
- Эндрю Кингсли — гитара, чистый вокал (2014—настоящее время)
- Ник Миллер — бас-гитара (2021—настоящее время, 2018—2021 в качестве концертного участника)

Бывшие участники
- Майк Селман — гитара (2007—2011)
- Зак Хедстрем — бас-гитара (2007—2012)
- Брэд Кеннеди — бас-гитара (2012—2014)
- Брейден Дычковски — гитара, гроулинг (2007—2014)
- Кайл Шеппард — бас-гитара (2014—2016)
- Никко Уитворт — бас-гитара (2016—2018)

## Дискография
Студийные альбомы
- Behold the Devastation (2009)
- Demons of the AstroWaste (2011)
- Time Stands Still (2015)
- Apex (2017)
- Abyss (2020)

Мини-альбомы
- Defy the Skies (2012)
- Explorers (2019)

Демо
- Unleash the Archers (2009)
- Dreamcrusher (2014, сингл)

Синглы/Видеография
- «Dawn of Ages» (2011)
- «General of the Dark Army» (2012)
- «Tonight We Ride» (2015)
- «Test Your Metal» (2015)
- «Time Stands Still» (2016)
- «Cleanse the Bloodlines» (2017)
- «Awakening» (2017)
- «Northwest Passage» (2019)
- «Heartless World» (2019)
- «Abyss» (2020)
- «Soulbound» (2020)
- «Faster Than Light» (2020)
- «Legacy» (2020)